# Leonard Gyllenhaal

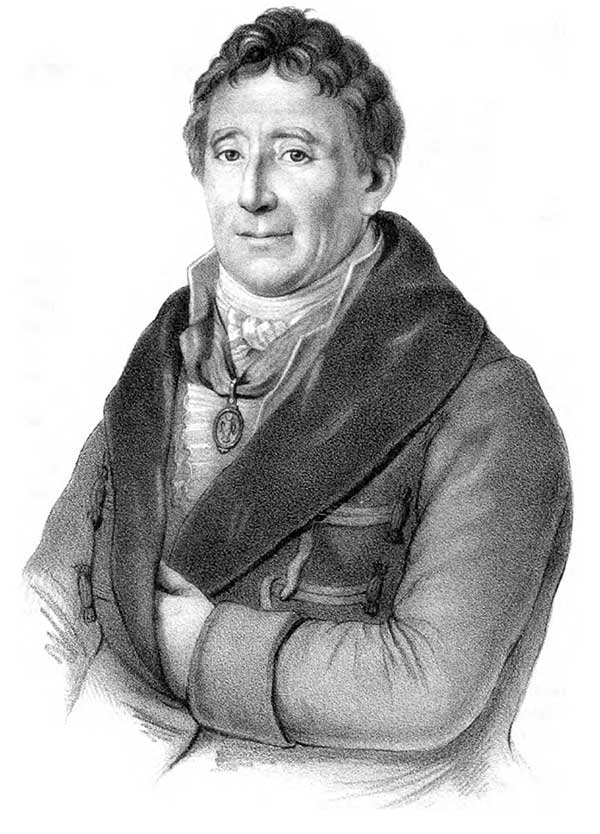
Leonard Gyllenhaal, Steindruck, 1849

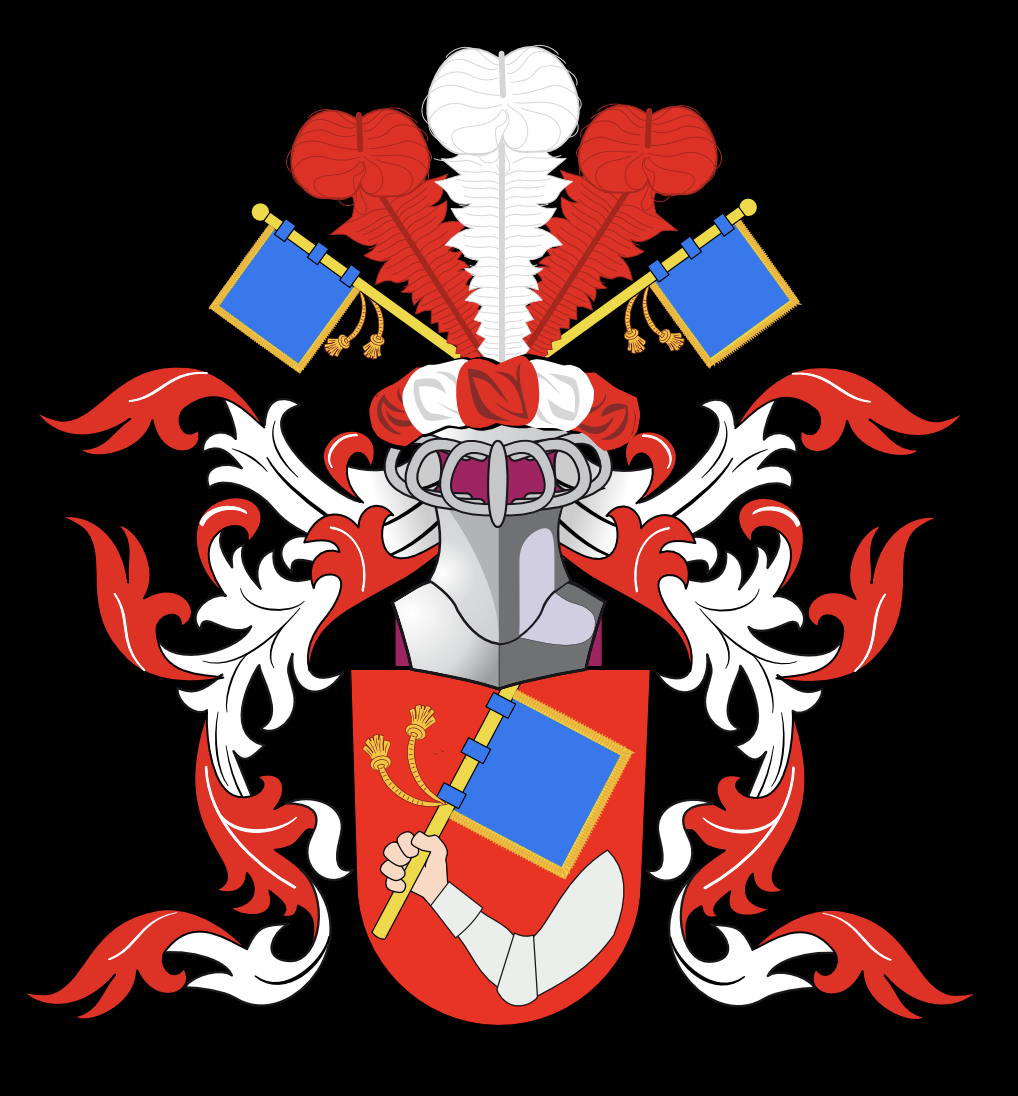
Familienwappen Gyllenhaal

Leonard Gyllenhaal (* 3. Dezember 1752 auf Gut Ribbingsberg, Älvsborgs län, Schweden; † 13. Mai 1840 auf Gut Höberg, Skaraborgs län) war ein schwedischer Entomologe und Militär.
Gyllenhaal schrieb sich 1769 als Student in Uppsala ein und studierte dort Botanik und Entomologie bei Carl von Linné und Carl Peter Thunberg. Ökonomische Zwänge ließen ihn sein Studium abbrechen und die militärische Laufbahn wählen. Er wurde 1773 Trabant, 1777 Leutnant sowie 1798 Hauptmann und erhielt 1799 seinen Abschied als Major. Seine wissenschaftlichen Ambitionen hatte er jedoch nie aufgegeben und nach seiner Pensionierung widmete er sich ganz der Entomologie, hauptsächlich auf dem Gebiet der Käfer.
Als sein wichtigstes Werk wird Insecta suecica, Coleoptera betrachtet (Teil I–III, 1808–1813; Teil IV, 1827). Außerdem verfasste er in Carl Johan Schönherrs Werk Genera et species curculionidum eine große Menge an Artbeschreibungen und unterstützte Carl Fredrik Fallén bei dessen entomologischen Arbeiten. Von Gyllenhaal gibt es weiterhin eine Reihe kleinerer Aufsätze. 1809 wählte man ihn in die Königlich Schwedische Akademie der Wissenschaften und er war Mitglied in mehreren ausländischen wissenschaftlichen Institutionen. Unter anderem war er ab 1832 einer von vier ausländischen Ehrenmitgliedern in der Société entomologique de France. 1828 erhielt er die Goldmedaille der schwedischen Wissenschaftsakademie.
Zu seinen Nachfahren zählen sein Urenkel Stephen Gyllenhaal sowie seine Ururenkel, die Schauspieler Jake Gyllenhaal und Maggie Gyllenhaal.